# Dasyhesma lepidophyllae
Dasyhesma lepidophyllae là một loài Hymenoptera trong họ Colletidae. Loài này được Exley mô tả khoa học năm 2004.